# Coups de génie
Coups de génie (Wicked Science) est une série télévisée australienne en 52 épisodes de 25 minutes, créée par Jonathan M. Shiff et diffusée entre le 2 juillet 2004 et le 8 avril 2006 sur Network Ten.
En France, la série a été diffusée sur Canal J en 2005 et rediffusée sur France 2 dans l'émission KD2A puis en 2007 sur Gulli.

## Synopsis
Toby Johnson est un garçon normal, à un détail près : il est un génie. Elizabeth Hawke est la chouchou des professeurs et a été aussi transformée en génie, en même temps que Toby. Elle n'apprécie pas grand monde et cela est réciproque. De ses camarades, seul Toby l'intéresse.

## Distribution
- André de Vanny (VF : Paolo Domingo) : Toby Johnson
- Bridget Neval (VF : Marie-Eugénie Maréchal) : Elizabeth Hawke
- Benjamin Schmideg (VF : Thomas Sagols) : Russell « Russ » Skinner
- Saskia Burmeister (VF : Sarah Marot) : Dina Demiris (saison 1)
- Emma Leonard (VF : Sauvane Delanoë) : Verity McGuire
- Lee Monik (VF : Yoann Sover) : Sean
- Geneviève Picot (VF : Maïté Monceau) : la principale Alexa Vyner
- Brook Sykes (en) (VF : Pascal Nowak) : Garth King
- Anya Trybala (VF : Sasha Supera) : Bianca
- Robert van Mackelenberg (VF : Philippe Ariotti) : Carl Tesslar
- Greta Larkins (VF : Chantal Macé) : Sacha Johnson (saison 2)
- Matylda/Matylor Buczko (VF : Philippa Roche) : Nikki Bailey
- Nikolai Nikolaeff (VF : Alexandre Nguyen) : Jack Bailey (saison 2)
- Rebecca McCauley : Mlle Hamer

## Épisodes

### Première saison (2004)
1. Transmutation (T-Rex alias The Gift) : Toby et Elizabeth deviennent des génies. Toby clone un dinosaure, mais Elizabeth fait en sorte que ce soit un géant T-Rex à la place d'un petit Dodo.
2. Mieux vaut se taire (Flying Mower alias Secrecy) : Toby veut prouver aux autres qu'il est un génie en arrivant au collège sur une tondeuse à gazon volante, mais Elizabeth veut garder son secret et l'en empêche.
3. L'Anti-adhérent (Election) : Pour les élections, Elizabeth invente un anti-adhérent pour s'en servir contre Dina et Sean.
4. Un kimono surdoué (Smart Judo) : Garth terrorise Russ aux cours de judo, alors Toby lui invente un Kimono surdoué, mais Elizabeth s'en aperçoit.
5. Bataille d'hologrammes (Hologram) : Elizabeth projette un hologramme pour accuser Dina d'avoir vandalisé la voiture de M. Tesslar.
6. Des cheveux en bataille (Amazon Lab)
7. Pas vu, pas pris (Invisible Car) : Russ, en utilisant son skateboard, cause un accident et casse une partie de la voiture de Carl Tessler. Toby a créé des peintures invisibles pour rendre invisible la voiture de Carl Tessler pendant que le cousin de Dina vient réparer la voiture. Mais Elizabeth va voler les clefs de la voiture et les mettre dans le cartable de Russ et bouger la voiture de sa place. Alexia appellera la police disant que Russ a volé la voiture.
8. Dina et Dina (Double Date)
9. Une fête orageuse (Birthday Party) : Bianca invite ses camarades pour sa fête d'anniversaire. Elizabeth se rend compte qu'elle n'est pas invitée et décide de lui gâcher la fête. À l'aide de Russ et de Dina, Toby organise une fête surprise sur la plage. Pour se venger, Elizabeth crée un nuage orageux sur la plage.
10. Une soirée déjantée (Love Potion Number One)
11. Les Nanobots (Nanobots) : Dina signe le papier du courriel de M. Tessler qui se rend compte qu'il manque la boule de plasma. À la suite d'un accident de dégradation de matériel du laboratoire de sciences, Carl Tessler se voit obliger de fermer le laboratoire et prête la clé du laboratoire à Dina pour récupérer la boule de plasma. Elizabeth invente les Nanobots afin de faire croire à M. Tessler que Dina n'est pas digne de confiance.
12. Alliance forcée (Surveillance) : Quand Verity et Garth ne peuvent plus aider Elizabeth dans son projet, elle décide de travailler avec Toby mais il refuse. Tessler et Vyner ont mis une caméra de surveillance dans le laboratoire. À l'aide de Russ et de Toby, Elizabeth réussit à récupérer la cassette avant qu'il ne soit trop tard, mais Dina est furieuse contre Toby.
13. Sonnée par la cloche (Follies alias Centenary Bell)
14. Un regrettable accident (Secret Lab) : Garth rétrécie Dina grâce au rayon réducteur par accident. Dina se sert du portable de Garth afin d'envoyer un message à Toby. Il s'en aperçoit et l'aide à retrouver sa taille normale.
15. Court-circuit (Exploding Melon)
16. Créations branchées (Fame)
17. Téléportation (Transporter)
18. Toby en fait trop (Weird Date)
19. Le Tesslar-Saurus (Excursion)
20. Un passé très présent (Nanna)
21. Retour en arrière (Virtual Travel alias Virtual Game)
22. Un abruti génial (Russ Rampant) : Russ devient un génie comme Toby et Elizabeth. Il se sert de son pouvoir pour impressionner les filles au skateboard.
23. Étroite surveillance (Tractor Beam) : Toby essaye d'enlever le pouvoir d'Elizabeth mais M. Tessler arrive à temps pour la sauver.
24. Toby lève le voile (Clone Vyner)
25. Échec et mat (Checkmate)
26. Au revoir les génies (T-Rex Vs Barbie alias Endgame)

### Deuxième saison (2005-2006)
1. Une rentrée qui fait mouche (The Flies)
2. Du rêve au cauchemar (Sweet Dreams)
3. Opération "phoque séduction" (Superfish)
4. Une étrange fièvre (Fever)
5. Mon double et moi (A Friend in Need)
6. Pizza préhistorique (The Great Dork)
7. Attention danger (Close Call)
8. Double personnalité (Ring of Confidence)
9. Misty (Misty)
10. Drôle de tête à tête (Catch Me if You Can)
11. Un koala dans la brume (Koala in the Mist)
12. Si j'étais toi, si j'étais moi (A Day in the Life)
13. Un bal du tonnerre (A Bolt from the Blue)
14. Un cauchemar vivant (The Weakest Link)
15. Celle qui parlait aux animaux (Talk to the Animals)
16. Des fleurs du mal (Verity from the Black Lagoon)
17. Sérum de vérité (The Truth is Out There)
18. Qui a vu voler, volera ! (Air Dog)
19. Une démoniaque intelligence (Crazy for You)
20. La Boucle temporelle (Time Loop)
21. Une histoire paralysante (Underwater)
22. Le Fantôme de Violette (Ghost Girl)
23. Le Garçon araignée (Spider Boy)
24. Un repas mouvementé (Meet the Parents)
25. Jack passe à l'action (Jack Makes His Move)
26. Un troisième génie (King Cuddly)

## Personnages
- Toby Johnson : Toby Johnson a quinze ans et vit avec son père célibataire. Toby est quelqu’un de modéré, il est bon en athlétisme et au basket-ball, mais pas remarquable non plus. Il n'éprouve aucun grand intérêt pour la science. Son activité favorite : traîner avec son meilleur ami plus âgé, « Russ ». Beaucoup de gens considéreraient « Russ » comme un boulet, mais pas Toby et comme ce sont ses affaires, c’est son ami, un point c’est tout. Ils aiment mater des vidéos, manger des pizzas, admirer les filles et imaginer des plans, stériles jusqu’à maintenant, pour les séduire. Il n'est pas du genre à se prendre la tête… du moins pour l’instant!

- Elizabeth Hawke : Elizabeth Hawke a 15 ans. Elle est jolie, mais glaciale. Elle traîne son air suffisant et ses yeux soupçonneux. Elle est particulièrement obstinée et très douée en science. Elizabeth est fille unique et donne des ordres aux gens qui les exécutent, peur de sa colère, elle soumet le monde à sa guise, même ses parents, mais elle n'impressionne pas le trio des gentils. Elle est très ambitieuse et ne souhaite que son succès et améliorer sa popularité, mais elle manque sérieusement de qualités relationnelles. Bien qu'elle travaille dur pour être la chouchou des profs, elle a peu d’amis à cause de sa manière forte. Elle a toujours eu un coup de cœur pour Toby, depuis le jardin d'enfant, mais cela n'a jamais été réciproque pour Toby. Quand elle découvre qu’elle est un génie et que Toby a également ce don, elle est de plus en plus déterminée à faire équipe avec lui, tout en gardant secret leur pouvoir.

- Russel « Russ » Skinner : Russell Skinner est un désordre à tout point de vue. Son esprit est aussi « en vrac » que ses vêtements. La plupart des personnes, excepté Toby, le considèrent comme un geek. La grande qualité de « Russ » est son optimisme. Il joue atrocement mal de la guitare, mais il est persuadé de devenir, un jour, une immense rock star. Quand Toby devient un génie, « Russ » est convaincu que tous leurs ennuis sont terminés : le monde s'ouvre sur un horizon ensoleillé rempli de plaisir et du succès. Peut-être est-ce genre d'enthousiasme qui fait que Toby l’aime tellement, et qu’il lui reste fidèle. Et à chaque moment, alors qu’on ne l’attend pas, « Russ » peut arriver avec une idée lumineuse mais rarement. Il profite du génie de Toby, il ne sait pas beaucoup garder des secrets mais il est prêt à tout pour séduire les filles, malheureusement, il est très loin d'y arriver.

- Dina Demeris : elle est nouvelle au collège de Sandy Bay mais sa douceur et son humour lui valent d'être raidement appréciée par ses nouveaux camarades. Elle devient amie avec « Russ » et Toby et n'aime pas tellement Elizabeth. Elle rêve d'avoir un rendez-vous avec Sean de qui elle est amoureuse. Cependant, à la fin de la saison 1, tout porte à croire qu'elle est amoureuse de Toby et ils commencent à sortir ensemble. Elle ose tout le temps défier Elizabeth qui ne lui fait pas du tout peur.

- M. Johnson: il est le père de Toby, et est célibataire. Il ne connait pas le secret de Toby, ou du moins, rien dans les épisodes n'est venu le prouver.

- Verity : 15 ans, Verity est mignonne mais a peu d’estime d’elle-même. Elle est toujours toute timide, puisqu'elle n'a pas l'assurance pour être directe. Ce manque de confiance en soi fait qu’elle est « l’esclave » d'Elizabeth. Celle-ci en profite pleinement, Verity est sa domestique. Mais chez Verity, son esprit fait qu’un jour elle se rebellera.

- Garth : Garth est le voisin de Toby. Un petit chef qui est sûr d'une chose : sa capacité à battre n'importe qui, à réduire en bouilli qui se dressera face à lui. Mais puisque sa réputation le précède, il n’a pas besoin d’utiliser sa force, la menace suffit à intimider tout le monde. Il considère automatiquement que les plus petits, comme Toby et « Russ » sont plus faibles et par conséquent des perdants. Il est comme cela, sans doute à cause de son père qui l’a beaucoup intimidé, comme le voulait la tradition familiale, mais on ne le saura jamais puisque nous ne verrons jamais sa famille. Par contre, on va voir son chien chéri ("Cros d'acier") qui est aussi encombrant et méchant que son maître.

- Alexa Vyner : principale du collège. Son rêve est d'enseigner au Japon, pays qu'elle aime particulièrement. Elle aimerait avoir une aile réservée aux langues asiatiques au collège.

- Carl Tesslar : professeur de sciences du collège, il pense que Toby n'aime pas travailler et il ne l'apprécie pas beaucoup. Mais lorsque Toby lui prouve qu'il est un génie, ce dernier montre un aspect de sa personnalité qui est sociable. Il aide Toby et ses amis et se fait renvoyer provisoirement.

- Sean : grand, beau, gentil, drôle, sportif. Beaucoup de filles sont amoureuses de lui dont Dina avec qui il travaille parfois. Quand Dina propose sa candidature pour être délégué de classe, il a un succès assez grand. Il apprécie Toby à qui il donne quelques conseils.

- Bianca: Bianca est l'amie et provisoirement la petite amie de Toby. Elle trouve Toby bizarre, et elle découvrira son secret à la fin de la saison 1.

- Sacha Johnson est la cousine de Toby. Elle saura le secret de son cousin Toby lors de la rentrée. Elle n'aime pas trop Elizabeth, et est prête à tout pour la battre, en se vengeant souvent lors des compétitions de Sandy Bay.

- Nikki Bailey est une belle blonde, assez mignonne. Elle est la sœur de Jack et est serveuse dans son propre café familial avec Jack, le Surf Cafe. Son père, Virgin, est assez autoritaire et est un écrivain, et sa mère est assez coopérative et sympathique, elle appréciera rapidement Toby. Elle sera l'amie de Toby et ne saura malheureusement pas son secret. On ne sait pas si Toby l'aimerait encore à la fin de la Saison 2 car il s'avère qu'il sera l'ami d'Elizabeth.

- Jack Bailey est le frère de Nikki. Il soupçonnera pas à pas les génies et sera témoins de grands rebondissements. Il aura les preuves et fera semblant de devenir amoureux d'Elizabeth pour la piéger et devenir un génie, mais Toby l'arrêtera et le fera redevenir normal.

- M. Woods est le nouveau professeur de science des élèves, pour remplacer M. Tesslar de son renvoyement. Jack lui apportera souvent des preuves non tangibles et l'opposera.

- Mlle Hamer est le proviseur de Sandy Bay. Elle ne va pas soupçonner Toby et Elizabeth, mais Jack lui donnera des preuves ridicules.